# جينارو أوليفييري
جينارو أوليفييري (بالإيطالية: Gennaro Olivieri)‏ هو لاعب كرة قدم ومدرب كرة قدم إيطالي في مركز الدفاع، ولد في 10 فبراير 1942 في كاستيلاماري دي ستابيا في إيطاليا، وتوفي بنفس المكان في 27 يناير 2020. لعب مع نادي بيروجيا ونادي روما ونادي ساليرنيتانا ونادي سبال.